# Kristof Slagmulder
Kristof Slagmulder, né le 21 septembre 1979 à Alost, est un homme politique belge, membre du Vlaams Belang (VB).

## Biographie
Kristof Slagmulder nait le 21 septembre 1979 à Alost.
Lors des élections régionales de 2019, il est élu député au Parlement flamand. Il est réélu lors des élections régionales de 2024.
Il devient, le 13 décembre 2024, sénateur désigné par le Parlement flamand pour la législature 2024-2029.